# Vörös rigótimália
A vörös rigótimália (Turdoides rubiginosa) a madarak osztályának verébalakúak (Passeriformes) rendjébe és a Leiothrichidae családjába tartozó faj.
Magyar név forrással, nincs megerősítve.

## Rendszerezése
A fajt Eduard Rüppell német természettudós írta le 1845-ben, a Crateropus nembe Crateropus rubiginosus néven. Egyes szervezetek az Argya nembe sorolják Argya rubiginosa néven.

## Alfajai
- Turdoides rubiginosa bowdleri Deignan, 1964
- Turdoides rubiginosa heuglini (Sharpe, 1883)
- Turdoides rubiginosa rubiginosa (Rüppell, 1845)
- Turdoides rubiginosa schnitzeri Deignan, 1964[1]

## Előfordulása
Kelet-Afrikában, Dél-Szudán, Etiópia, Kenya, Szomália, Szudán, Tanzánia és Uganda. területén honos. A természetes élőhelye a szubtrópusi vagy trópusi száraz legelők, szavannák és cserjések, valamint vidéki kertek. Állandó, nem vonuló faj.

## Megjelenése
Testhossza 19-23 centiméter, testtömege 33-61 gramm.

## Életmódja
Főleg gerinctelenekkel és növényi anyagokkal táplálkozik.